# かがみもえ
かがみ もえは日本の女性声優。主にアダルトゲームに声をあてている。

## 出演作品
太字は主役・メインキャラクター

### ゲーム

#### 2003年
- あやかし草子 〜逢魔が時の夢〜（いつまで、雨降女）

#### 2005年
- still more（リゥ・スイツォン）[1]
- 遊狂玩具リバース（神近歩未）[2]

#### 2009年
- お待たせ!淫すたんと 〜あなたは誰を召しあがる?〜（かのん）[3]
- 轟け性紀の大発明 愛と怒りと悲しみの秘密結社第二科学部（本堂桜）[4]

#### 2010年
- 姉孕プリンセス（立花蓉子）[5]
- 鬼畜ガールズ! 〜やめろ僕はマゾじゃない〜（荒屋しずる）[6]
- 寝取られ幼馴染 〜僕の知らない×××〜（希島のどか）[7]
- 寝取らレイプ 〜恋人も妹も〜（小早川香波）[8]
- 別嬪母オムニバス（松田奈美恵）[9]

#### 2011年
- お嬢様の肉奴隷 〜マゾ豚呼ばわりされても反抗できない僕の被虐生活〜（黒岩紫苑）[10]
- セカンドレイプ（七瀬栞）[11]
- 天使のミルクタンク 〜ふたなりLLセット〜[12]
- ドラモンクエスト 〜進化の秘法と生贄の姫たち〜[13]
- 寝取られ人妻 〜最愛の妻は、俺のせいで……〜（桂木愛美）[14]

#### 2020年
- グランドインテンション・アジャストメント（ネイディア）